# 翟璘
翟璘（1476年—？），字潤卿，直隸大名府開州長垣縣人，軍籍，明朝政治人物。

## 生平
弘治十七年（1504年）甲子科順天鄉試第五十名舉人，正德十二年（1517年）中式丁丑科會試第二百八十八名，三甲第二百二十四名進士。大理寺觀政，授工部主事，升員外郎，謫州判官。嘉靖五年（1526年）任湖州府推官。

## 家族
曾祖翟恭讓；祖父翟浩；父翟義。母張氏；繼母張氏。永感下。弟翟瑋。